# Clytospiza monteiri
Clytospiza monteiri е вид птица от семейство Estrildidae, единствен представител на род Clytospiza.

## Разпространение
Видът е разпространен в Ангола, Камерун, Централноафриканската република, Чад, Република Конго, Демократична република Конго, Габон, Кения, Нигерия, Южен Судан, Судан и Уганда.